# Mắt thường

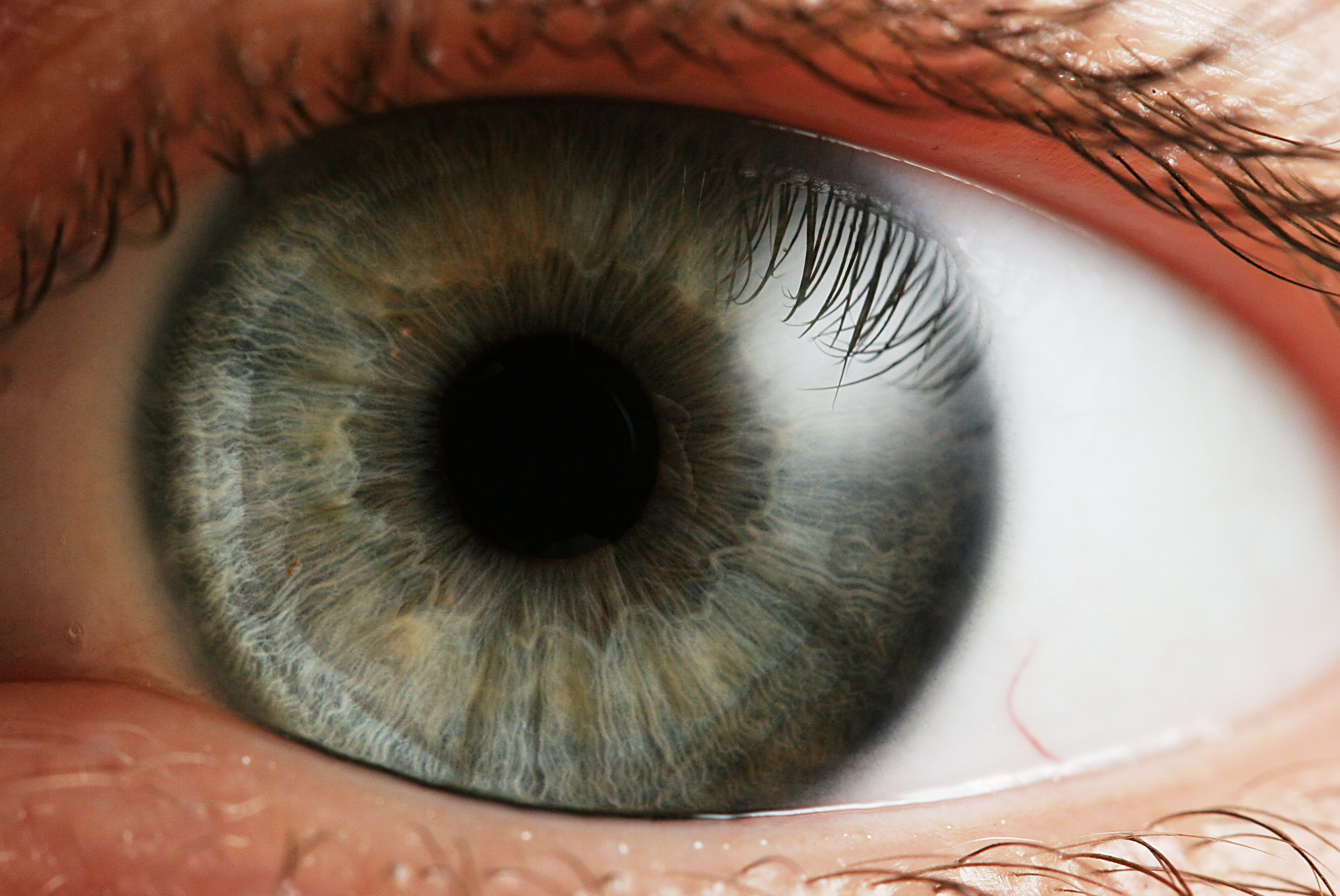
Mắt thường

Mắt thường, còn được gọi là mắt trần, là thực hành tham gia vào nhận thức thị giác mà không sử dụng dụng cụ quang học phóng đại hoặc thu thập ánh sáng, như kính viễn vọng hoặc kính hiển vi. Tầm nhìn được chỉnh lại độ sắc nét bình thường sử dụng ống kính điều chỉnh vẫn được coi là dùng "mắt thường".
Trong thiên văn học, mắt thường có thể được sử dụng để quan sát các sự kiện và thiên thể có thể nhìn thấy mà không cần thiết bị, chẳng hạn như giao hội, sao chổi, mưa sao băng và các tiểu hành tinh sáng nhất, bao gồm 4 Vesta. Bầu trời và các thử nghiệm quan sát khác nhau chứng minh một loạt các hiện tượng ấn tượng có thể nhìn thấy bằng mắt thường.

## Mắt thường trong thiên văn học

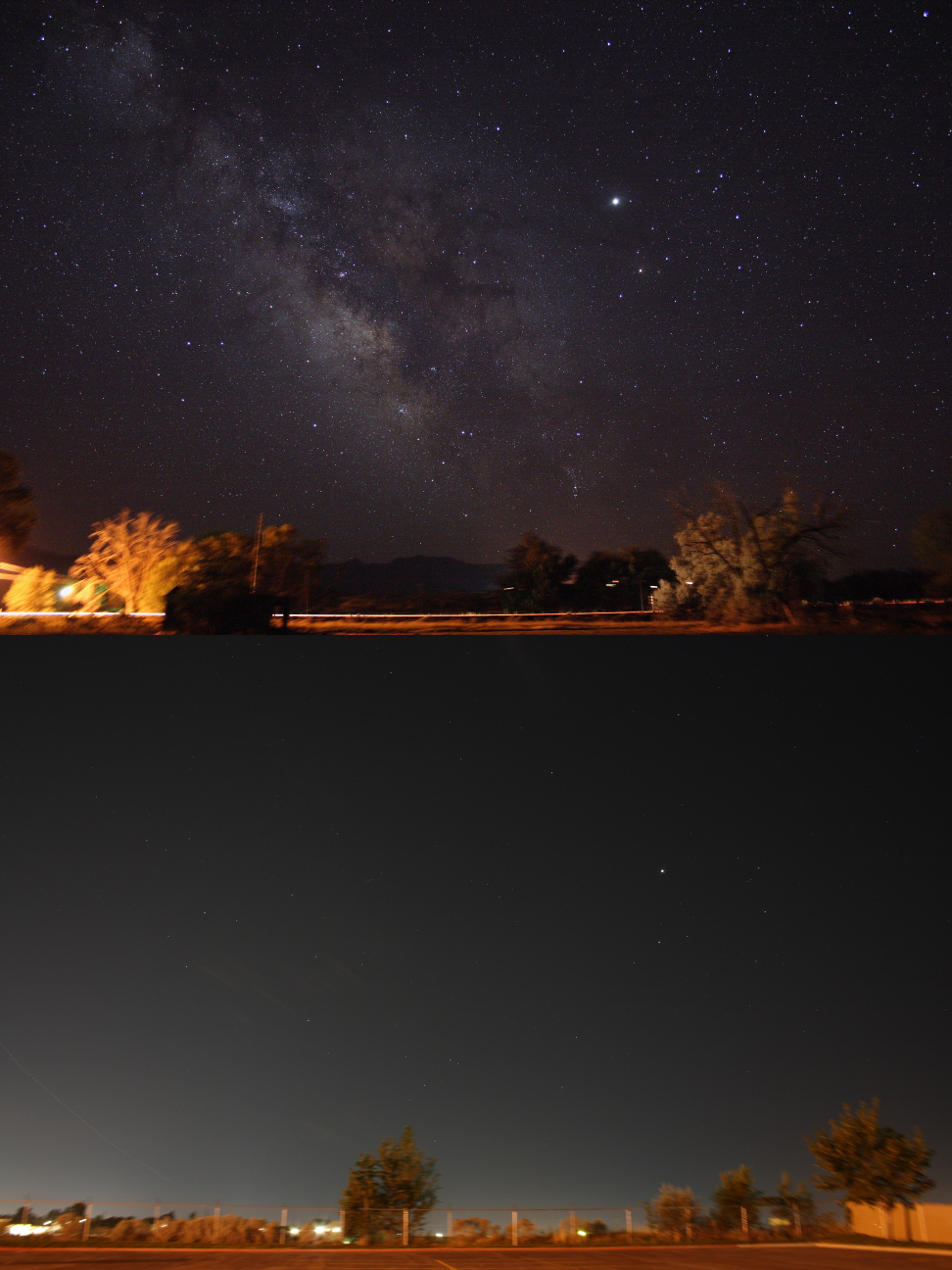
Một bức ảnh gần đúng về một cái nhìn bằng mắt thường về bầu trời đêm từ một thị trấn nhỏ ở nông thôn (trên cùng) và một khu vực đô thị (phía dưới). Ô nhiễm ánh sáng làm giảm đáng kể tầm nhìn của các ngôi sao.

Tầm nhìn của các vật thể thiên văn bị ảnh hưởng mạnh mẽ bởi ô nhiễm ánh sáng. Thậm chí cách khu vực đô thị vài trăm km, bầu trời có thể rất tối, đó vẫn là sự ô nhiễm ánh sáng còn sót lại, đặt ra giới hạn về tầm nhìn của các vật thể mờ. Đối với hầu hết mọi người, đây có thể là điều kiện quan sát tốt nhất trong tầm nhìn của họ. Trong điều kiện bầu trời tối "điển hình" như vậy, mắt thường có thể nhìn thấy các ngôi sao với cấp sao biểu kiến lên tới +6 m. Trong điều kiện bầu trời tối hoàn hảo, nơi không có ô nhiễm ánh sáng, các ngôi sao mờ nhạt tới +8 m cũng có thể nhìn thấy được.
Độ phân giải góc của mắt thường là khoảng 1 ′ tuy nhiên, một số người có tầm nhìn sắc nét hơn thế. Có nhiều bằng chứng cho thấy có người đã nhìn thấy các vệ tinh Galileo của Sao Mộc trước khi kính viễn vọng được phát minh. Sao Thiên Vương và Vesta có lẽ đã được nhìn thấy nhiều nhất nhưng không thể được công nhận là các hành tinh vì chúng trông rất mờ nhạt ngay cả ở độ sáng tối đa; Độ lớn của Thiên vương tinh thay đổi từ +5,3 m đến +5,9 m và Vesta là từ +5,2 m đến +8,5 m (do đó nó chỉ sáng gần ngày đối diện với Trái Đất của nó). Sao Thiên Vương, khi được phát hiện vào năm 1781, là hành tinh đầu tiên được phát hiện sử dụng công nghệ (kính viễn vọng) thay vì được phát hiện bằng mắt thường.
Về mặt lý thuyết, trong một bầu trời tối điển hình, mắt người thích nghi với bóng tối sẽ nhìn thấy khoảng 5.600 sao sáng hơn +6 m  trong khi trong điều kiện bầu trời tối hoàn hảo, có thể nhìn thấy khoảng 45.000 sao sáng hơn +8 m. Trong thực tế, sự tuyệt chủng của khí quyển và bụi làm giảm con số này phần nào. Ở trung tâm của một thành phố, nơi cường độ giới hạn bằng mắt thường do lượng ô nhiễm ánh sáng cực lớn có thể thấp tới 2 m, chỉ có thể nhìn thấy 50 sao. Màu sắc có thể được nhìn thấy nhưng điều này bị hạn chế bởi thực tế là mắt sử dụng hình que thay vì hình nón để xem các ngôi sao mờ hơn.
Tầm nhìn của các vật thể khuếch tán như cụm sao và thiên hà bị ảnh hưởng mạnh mẽ hơn nhiều bởi ô nhiễm ánh sáng so với các hành tinh và ngôi sao. Trong điều kiện tối điển hình, chỉ có một vài vật thể như vậy được nhìn thấy. Chúng bao gồm Pleiades, thiên hà Andromeda, Tinh vân Carina, Tinh vân Orion, Omega Centauri, 47 Tucanae, Cụm Ptolemy Messier 7 gần đuôi của Scorpius và cụm sao M13 ở Hercules. Thiên hà Triangulum (M33) là một vật thể đảo ngược khó nhìn và chỉ có thể nhìn thấy được nếu nó cao hơn 50 ° trên bầu trời. Các cụm cầu hình cầu M 3 ở Canes Venatici và M 92 ở Hercules cũng có thể nhìn thấy bằng mắt thường trong điều kiện như vậy. Tuy nhiên, trong điều kiện bầu trời rất tối, M33 rất dễ nhìn, ngay cả trong tầm nhìn trực tiếp. Nhiều đối tượng Messier khác cũng có thể nhìn thấy trong các điều kiện như vậy. Các vật thể ở xa nhất mà mắt thường nhìn thấy là các thiên hà sáng gần đó như Centaurus A, Bode's Galaxy, Sculptor Galaxy, và Messier 83.
Năm hành tinh có thể được công nhận là các hành tinh từ Trái Đất bằng mắt thường: Sao Thủy, Sao Kim, Sao Hỏa, Sao Mộc và Sao Thổ. Trong điều kiện bầu trời tối điển hình, Thiên vương tinh (cường độ +5,8) có thể được nhìn thấy cũng như với tầm nhìn bị đảo ngược, cũng như tiểu hành tinh Vesta có thể sáng hơn khi ở vị trí đối nghịch với Trái Đất. Mặt Trời và Mặt trăng, các vật thể bằng mắt thường đáng chú ý còn lại của hệ mặt trời, đôi khi được thêm vào để tạo ra bảy "hành tinh". Vào ban ngày, chỉ có Mặt Trăng và Mặt trời là những vật thể bằng mắt thường rõ ràng, nhưng trong nhiều trường hợp, sao Kim có thể được phát hiện dưới ánh sáng ban ngày và trong những trường hợp hiếm hơn là Sao Mộc. Gần hoàng hôn và bình minh, những ngôi sao sáng chói như Sirius hay thậm chí Canopus có thể được phát hiện bằng mắt thường miễn là người ta biết chính xác vị trí cần nhìn. Trong lịch sử, đỉnh cao của thiên văn học bằng mắt thường là công trình của Tycho Brahe (1546-1601). Ông đã xây dựng một đài quan sát rộng lớn để thực hiện các phép đo chính xác của thiên đàng mà không cần bất kỳ dụng cụ nào để phóng đại. Năm 1610, Galileo Galilei hướng một chiếc kính thiên văn về phía bầu trời. Ông ngay lập tức phát hiện ra các mặt trăng của Sao Mộc và các giai đoạn của Sao Kim.
Mưa sao băng được quan sát tốt hơn bằng mắt thường so với ống nhòm. Những trận mưa như vậy bao gồm Perseids (10-12 tháng 8) và Geminids tháng 12. Khoảng 100 vệ tinh mỗi đêm, Trạm vũ trụ quốc tế và Dải Ngân Hà là những vật thể phổ biến khác có thể nhìn thấy bằng mắt thường.